# 辻本良三
辻本良三（日语：／ Ryozo Tsujimoto，1973年10月18日—）是日本游戏公司卡普空的一位電子遊戲製作人，目前是卡普空CS第三開発統括兼第三开发部部长，并负责卡普空旗下的著名共鬥类鼻祖游戏系列《怪物猎人》系列。

## 简历
辻本良三出生于日本大阪府的羽曳野市。毕业于近畿大学的经营学部商学科。于1996年进入卡普空。。
第一部参与制作的游戏是2002年发售在PlayStation 2、任天堂GameCube和Xbox上的街机风格竞速类游戏《Auto Modellista》。

## 个人生活
辻本良三是家中的三子，父亲辻本宪三是卡普空的创始人及现任首席执行官，大哥辻本春弘是卡普空的社长兼首席运营官。

## 参与作品
- Auto Modellista（英语：Auto Modellista）（2002年；PlayStation 2、任天堂GameCube、Xbox）
- 魔物猎人携带版2nd（2007年；PlayStation Portable）
- 魔物猎人携带版2nd G（2008年；PlayStation Portable）
- 魔物獵人3（2009年；Wii）
- 魔物猎人携带版3rd（2010年；PlayStation Portable）
- 怪物猎人3G（2011年；任天堂3DS、Wii U）
- 怪物猎人4（2013年；任天堂3DS）
- 怪物猎人4G（2014年；任天堂3DS）
- 怪物猎人X（2015年；任天堂3DS）
- 怪物猎人物语（2016年；任天堂3DS）
- 怪物猎人 世界（2018年；Xbox One、PlayStation 4、Windows）
- 魔物獵人世界：冰原（2019年；Xbox One、PlayStation 4 2020年；Windows）
- 魔物獵人 崛起（2021年；任天堂Switch）
- 魔物獵人物語2 破滅之翼（2021年；任天堂Switch）
- 魔物獵人 荒野（2025年；Xbox Series X/S、PlayStation 5、Windows）